# Emma Gramatica
Emma Gramatica (Aida Laura Argia Gramatica) (Fidenza, Parma, 25 de octubre de 1874 – †Ostia, 8 de noviembre de 1965) fue una celebrada actriz italiana de teatro y cine. Filmó treinta películas entre 1919 y 1962 en Italia y Argentina.

## Biografía
Sus dos hermanas fueron actrices de renombre, Irma Gramatica (1870-1962) y Anna Gramatica (1879-1961), cuñada de la célebre Wanda Capodaglio.
Siendo adolescente debutó en teatro en la obra Gioconda, de Gabrielle D'Annunzio, junto a la mítica Eleonora Duse.
En su amplio repertorio interpretó La vita che ti diedi y Má non e una cosa seria, ambas de Luigi Pirandello, Candida, La profesión de la Señora Warren, de George Bernard Shaw, Casa de muñecas y Hedda Gabler, de Ibsen, La samaritana de Edmond Rostand, obras de Gabrielle D'Annunzio, Carlo Goldoni y otros, incluso el Hamlet de Shakespeare en versión femenina.
En 1916 fundó su propia compañía Gramatica-Carini-Piperno y dirigió una película La vieja dama, en 1932.
Trabajó con grandes actores como Ermete Zacconi, Flavio Andò, Enrico Reinach y Ermete Novelli. En su compañía se formaron actores como Renzo Ricci y Lola Braccini.
Fue inmortalizada como la anciana Lolotta que encuentra un niño en un repollo en el clásico del cine neorrealista italiano Milagro en Milán de 1951 dirigida por Vittorio de Sica.
En 1948 y 1951 filmó dos largometrajes en Argentina, Pobre mi madre querida, junto a Hugo del Carril, Aída Luz, guion de Homero Manzi y dirección Ralph Pappier, y Mi vida por la tuya, junto a Carlos Cores, Mecha Ortiz, y Guillermo Battaglia, con dirección del mexicano Roberto Gavaldón.
En 1954 escribió el guion de Peppino e la nobile dama.
Con su compañía de teatro también actuó en Buenos Aires y en el Teatro Solís de Montevideo.

## Filmografía
- La vecchia signora, Amleto Palermi (1932)
- La fortuna di Zanze,  Amleto Palermi (1933)
- La damigella di Bard, Mario Mattoli (1936)
- Marcella, Guido Brignone (1937)
- Napoli d'altri tempi, Amleto Palermi (1937)
- Jeanne Doré, Mario Bonnard (1938)
- La vedova, Goffredo Alessandrini (1939)
- Piccolo Hotel, Piero Ballerini (1939)
- Mamma, Guido Brignone (1941)
- Sissignora, Ferdinando Maria Poggioli (1941)
- Vertigine, Guido Brignone (1942)
- L'angelo bianco, Giulio Antamoro (1943)
- Sorelle Materassi, Ferdinando Maria Poggioli (1944)
- L'angelo del miracolo, Piero Ballerini (1944)
- Voglio bene soltanto a te, Giuseppe Fatigati (1946)
- Pobre mi madre querida, Homero Manzi (1947)
- Mi vida por la tuya, regia di Roberto Gavaldón (1950)
- Miracolo a Milano, Vittorio De Sica (1950)
- C'era una volta Angelo Musco, Giorgio Chili (1953)
- Peppino e la vecchia signora, Piero Ballerini (1954)
- I giorni più belli, Mario Mattoli (1956)
- Don Camillo monsignore... ma non troppo, Carmine Gallone (1961)
- Il mio amico Benito, Giorgio Bianchi (1962)
- La monaca di Monza, Carmine Gallone (1962)